# ホセ・ルイス・ガルシア・デル・ポソ
レシオ (Recio) ことホセ・ルイス・ガルシア・デル・ポソ（José Luis García del Pozo, 1991年1月11日 - ）は、スペイン・マラガ出身のサッカー選手。ポジションはMF。

## 経歴
マラガCFのユースチームでキャリアをスタートさせ、2010年11月11日、コパ・デル・レイのエルクレスCF戦でデビューを果たした。10日後のデポルティーボ・ラ・コルーニャ戦でスタメン出場し、リーグ戦デビューを果たした。12月5日、ラシン・サンタンデール戦でプロ初ゴールを記録した。2018年にCDレガネスに移籍。
2020年9月3日、SDエイバルへのローン移籍が発表された。

## 代表歴
スペイン代表としてユース年代でのプレー経験がある。

## 所属クラブ
- マラガB 2009-2011
- マラガCF 2010-2018

→ グラナダCF 2013.1-2014 (loan)
- CDレガネス 2018-2022

→ SDエイバル 2020-2021 (loan)
- アポロン・リマソール 2022